# Howard James Banker
Howard James Banker (19 de abril de 1866 a 13 de noviembre de 1940) fue un micólogo estadounidense. Recibió su doctorado de la Universidad de Columbia en 1908. Banker fue editor asociado de la revista Mycologia a partir de su creación en 1909, hasta que se convirtió en la publicación oficial de la Sociedad Micológica de América en 1933. Publicó varios artículos en la revista, incluyendo una revisión de la Hydnaceae de América del Norte, que dispuso 62 especies en 10 géneros. Banker murió en su casa en Huntington, Nueva York, en 1940.

## Publicaciones
- Banker JH. 1902. A Historical Review of the Proposed Genera of the Hydnaceae. Bulletin of the Torrey Botanical Club, Vol. 29, No. 7, pp. 436–448
- _________. 1909. A New Fungus of the Swamp Cedar. Bulletin of the Torrey Botanical Club, Vol. 36, No. 6, pp. 341–343
- _________. 1912. Type Studies in the Hydnaceae II. The Genus Steccherinum. Mycologia, Vol. 4, No. 6, pp. 309–318
- _________. 1912. Type Studies in the Hydnaceae: I. The Genus Manina. Mycologia, Vol. 4, No. 5, pp. 271–278
- _________. 1913. Type Studies in the Hydnaceae: V. The Genus Hydnellum. Mycologia, Vol. 5, No. 4, pp. 194–205
- _________. 1913. Type Studies in the Hydnaceae III. The Genus Sarcodon. Mycologia, Vol. 5, No. 1, pp. 12–17
- _________. 1913. Type Studies in the Hydnaceae: VI. The Genera Creolophus, Echinodontium, Gloiodon, and Hydnodon. Mycologia, Vol. 5, No. 6, pp. 293–298
- _________. 1913. Type Studies in the Hydnaceae: IV. The Genus Phellodon. Mycologia, Vol. 5, No. 2, pp. 62–66
- _________. 1914. Type Studies in the Hydnaceae: VII. The Genera Asterodon and Hydnochaete. Mycologia, Vol. 6, No. 5, pp. 231–234
- _________. 1929. Notes on the Hydnaceae. Mycologia, Vol. 21, No. 3, pp. 145–150

- La abreviatura «Banker» se emplea para indicar a Howard James Banker como autoridad en la descripción y clasificación científica de los vegetales.[2]